# Ridin’ High
Ridin’ High – siódmy studyjny album duetu 8Ball & MJG i ich drugi dla wytwórni Bad Boy. Został wydany 13 marca, 2007 roku.
Gościnnie występują Three 6 Mafia, Juvenile, Yung Joc, Diddy, The Notorious B.I.G., Jazze Pha, 112, Big Pun & Project Pat.
Po wydaniu, album zadebiutował na 83 miejscu notowania Billboard 200, sprzedając się w około 50.000 egzemplarzach w pierwszym tygodniu. 

## Lista utworów
| Nr | Tytuł                      | Producent(ci)                   | Goście                             | Czas |
| -- | -------------------------- | ------------------------------- | ---------------------------------- | ---- |
| 1  | "Intro"                    | Danja                           |                                    | 0:48 |
| 2  | "Relax and Take Notes"     | DJ Nasty & LVM                  | The Notorious B.I.G. & Project Pat | 4:51 |
| 3  | "Ridin High"               | Bigg D                          | Diddy                              | 4:18 |
| 4  | "Turn Up the Bump"         | Danja                           |                                    | 4:29 |
| 5  | "Cruzin"                   | Midnight Black                  | Three 6 Mafia & Slim               | 5:20 |
| 6  | "Whatchu Gonna Do"         | Midnight Black                  | Pimp C                             | 4:50 |
| 7  | "30 Rocks"                 | Soul Diggaz                     | Diddy                              | 4:23 |
| 8  | "Blow Job" (Interlude)     | MJG & Big Du                    |                                    | 1:33 |
| 9  | "Hickory Dickory Dock"     | Shawty Redd                     |                                    | 4:53 |
| 10 | "Runnin Out of Bud"        | Gorilla Tek                     | Killer Mike                        | 5:13 |
| 11 | "Clap On"                  | Gorilla Zoe                     | Yung Joc                           | 3:50 |
| 12 | "Alcohol Pussy Weed"       | Diddy & Mario Winans            |                                    | 3:37 |
| 13 | "Pimpin" (Interlude)       | Rad                             |                                    | 0:30 |
| 14 | "Pimpin Don't Fail Me Now" | Jazze Pha                       | Jazze Pha & Juvenile               | 3:56 |
| 15 | "Worldwide"                | DJ Toomp                        |                                    | 4:26 |
| 16 | "Take It Off"              | Midnight Black                  | Poo Bear                           | 5:22 |
| 17 | "Memphis"                  | B-Rock                          | Al Kapone                          | 3:59 |
| 18 | "Get Low"                  | Bangladesh                      |                                    | 4:00 |
| 19 | "Stand Up"                 | Crown Kingz Productions(C.K.P.) |                                    | 4:20 |

## Sample
Relax & Take Notes
- "Dead Wrong" - The Notorious B.I.G.

Runnin' Out Of Bud
- "When A Woman's Fed Up" - R. Kelly

Pimpin' Don't fail Me Now
- "Pussycat" - Missy Elliott

Memphis
- "Walking In Memphis" - The Vineyard Sound

30 Rocks
- "Patron" - Yung Joc

Take It Off
- "Love Scene" - Joe

## Teledyski
- Relax and Take Notes
- Take It Off
- Hickory Dickory Dock
- Get Low
- Stand Up

## Notowania
Album
| rok  | Notowanie              | Pozycja |
| ---- | ---------------------- | ------- |
| 2007 | The Billboard 200      | 8       |
| 2007 | Top R&B/Hip-Hop Albums | 4       |

Single
| Utwór                | Notowanie                  | Pozycja |
| -------------------- | -------------------------- | ------- |
| "Ridin High"         | U.S. Hot R&B/Hip-Hop Songs | 22      |
| "Relax & Take Notes" | U.S. Hot R&B/Hip-Hop Songs | 20      |
| "Clap On"            | U.S. Hot R&B/Hip-Hop Songs | 98      |